# Destroy and Revolution
Destroy and Revolution (デストロイアンドレボリューション?, Desutoroi ando reboryūshon) è un manga scritto e illustrato da Kōji Mori. L'opera è stata serializzata dall'ottobre 2010 all'ottobre 2016 sulla rivista giapponese Weekly Young Jump e in seguito pubblicata dalla casa editrice Shūeisha in nove volumi tankōbon. La pubblicazione dell'edizione italiana è iniziata nel maggio 2014, a cura dell'etichetta Planet Manga di Panini Comics.

## Manga
In Giappone il manga è composto da 76 capitoli usciti sulla rivista Weekly Young Jump e poi raccolti in 9 volumi, usciti tra aprile 2011 e gennaio 2017.
In Italia il manga è edito da Planet Manga, etichetta della Panini Comics. Il primo volume è datato 15 maggio 2014 mentre l'8° il 15 dicembre 2016.
| Nº | Data di prima pubblicazione | Data di prima pubblicazione | Data di prima pubblicazione | Data di prima pubblicazione |
| Nº | Giapponese                  | Giapponese                  | Italiano                    | Italiano                    |
| -- | --------------------------- | --------------------------- | --------------------------- | --------------------------- |
| 1  | 28 aprile 2011              | ISBN 978-8867123438         | 15 maggio 2014              | ISBN 978-8891254801         |
| 2  | 19 dicembre 2011            | ISBN 978-4-08-879237-8      | 10 luglio 2014              | ISBN 978-8891255709         |
| 3  | 28 settembre 2012           | ISBN 978-4-08-879394-8      | 13 settembre 2014           | ISBN 978-8891256096         |
| 4  | 29 maggio 2013              | ISBN 978-4-08-879548-5      | 15 novembre 2014            | ISBN 978-8891256928         |
| 5  | 19 dicembre 2013            | ISBN 978-4-08-879723-6      | 14 febbraio 2015            | ISBN 978-8891257703         |
| 6  | 18 luglio 2014              | ISBN 978-4-08-879872-1      | 16 maggio 2015              | ISBN 978-8891258434         |
| 7  | 17 luglio 2015              | ISBN 978-4-08-890231-9      | 13 febbraio 2016            | ISBN 978-8891261236         |
| 8  | 19 luglio 2016              | ISBN 978-4-08-890388-0      | 15 dicembre 2016            | ISBN 978-8891263971         |
| 9  | 19 gennaio 2017             | ISBN 978-4-08-890652-2      | 27 luglio 2017              | ISBN 978-8891266385         |